# シャクシャインの戦い

蜂起の指導者シャクシャイン像（現存せず)

シャクシャインの戦い（シャクシャインのたたかい）は、1669年6月にアイヌでシブチャリの首長シャクシャインを中心として起きた蜂起。アイヌ2部族の抗争、報復の最中に松前藩に対する武器貸与要請の使者に関する誤報から、松前藩への大規模な蜂起に発展した。日本の元号の「寛文」年間に発生したことから、寛文蝦夷蜂起とも呼ばれている。

## 概要

### アイヌ民族部族間対立・報復合戦

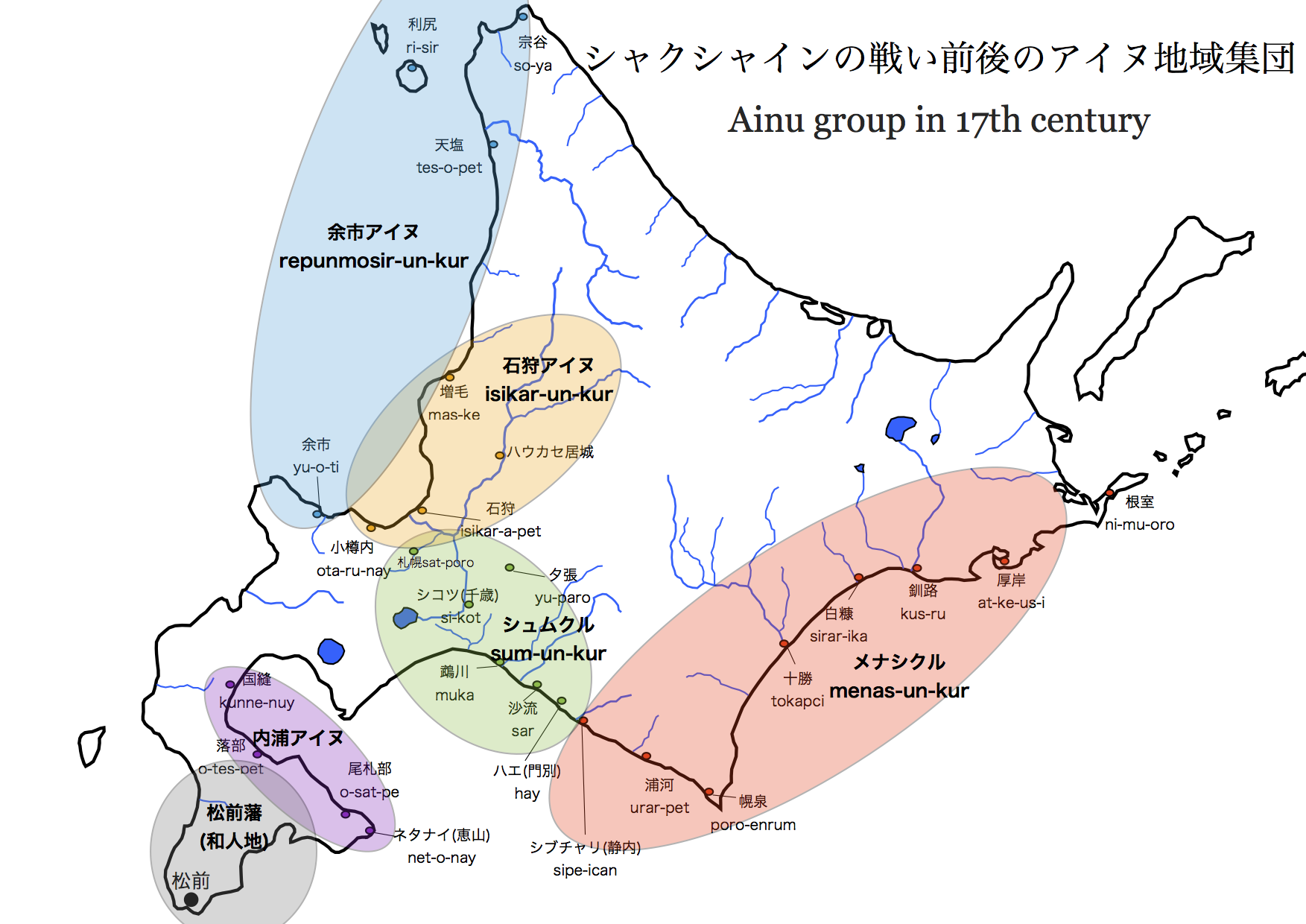
17世紀ごろの蝦夷地

シブチャリ以東の太平洋沿岸に居住するアイヌ民族集団メナシクルとシブチャリからシラオイ(今の白老町)にかけてのアイヌ民族集団であるシュムクルは、シブチャリ地方の漁猟権をめぐる争いを続けていた。この東西の2部族の対立は、文献においては多くの死者が出たとされる1648年の戦いまで遡ることが出来るほど根深いものだった。
15世紀頃から交易や和人（大和民族）あるいはアイヌ同士の抗争などによって地域が文化的・政治的に統合され、17世紀には、河川を中心とした複数の狩猟・漁労場所などの領域を含む広い地域を政治的に統合し、和人から惣大将・惣乙名と呼ばれる有力首長が現れていた。シャクシャインや、『津軽一統志』に現れるイシカリの首長ハウカセ、ヨイチの八郎右衛やシリフカのカンニシコルなどがこれに相当する。アイヌ民族は松前城下や津軽や南部方面まで交易舟を出し和人製品である鉄製品・漆器・米・木綿などを北方産物である獣皮・鮭・鷹羽・昆布などと交易していた。しかし17世紀以降、幕藩体制が成立すると幕府により対アイヌ交易権は松前藩が独占して他の大名には禁じられることとなった。アイヌ民族にとっては対和人交易の相手が松前藩のみとなったことを意味し和人との自由な交易が阻害されることとなった。
これは松前家の事跡を記した『新羅之記録』より、まだ蠣崎姓の時代に、秀吉から、蠣崎に交易の独占を保証する朱印が与えられていることが分かる。徳川時代では、徳川家の歴史を記した『徳川実紀』より、家康から黒印状を与えられ、独占権をより強固なものとする。
幕府権力を背景にした松前藩では17世紀後半には対アイヌ交易は松前城下などでの交易から商場知行制に基づく交易体制へと移行した。これは松前藩が蝦夷地各地に知行主（松前藩主や藩主一族及び上級藩士など）と彼らの知行地である商場を設定して知行主には直接商場に出向きそこに居住するアイヌ民族との交易権を与える交易体制であった。メナシクルの首長であるカモクタインやシュムクルの首長でありハエ（後の日高国沙流郡、現在の日高町門別地区）に拠点を持つオニビシもまた惣大将である。シャクシャインはメナシクルの副首長であったが、カモクタインは1653年にシュムクルによって殺害されたために首長となった。惣大将間の抗争を危惧した松前藩は仲裁に乗り出し1655年に両集団は一旦講和する。この際シュムクルと松前藩は接近しシュムクルは親松前藩的な立場となる。1667年オニビシの甥がシャクシャインの同盟関係にあるウラカワで鶴を獲り、シャクシャインによって殺されたのを機に再燃。1668年5月31日（寛文9年4月21日）仲裁するといって中に入った金堀り・文四郎の館にやって来た、オニビシをシャクシャインらが数十人で襲い殺害した。
なお同時期の北海道の南西部では渡島駒ケ岳（1640年）、有珠山（1663年）、樽前山（1667年）と火山の大噴火が頻発していた。特に有珠山の大噴火では山麓の洞爺湖周辺で3mの降灰を記録し、影響は日高山脈を越えた十勝地方にも及んだ。度重なる大噴火による生活環境の悪化がサケの不漁につながり、シュムクルとメナシクルの抗争の一因になった、との見解もある。

### 武器供与要請・誤報・蜂起
シャクシャインにオニビシを殺されたハエのアイヌは松前藩庁に使者を遣わし、報復のため武器の提供を希望した（調停を求めた）が、対立の深化を望まない藩側に拒否された、その帰路に、使者の一人でサル（現日高振興局沙流郡）の首長でオニビシの姉婿であったウタフが疱瘡にかかり死亡してしまった。このウタフ死亡の知らせが、「松前藩による毒殺」と流布された。この誤報によりアイヌ民族は松前藩、ひいては和人に対する敵対感情を一層強めた。これによって、シャクシャインは敵対していたシュムクルを筆頭に蝦夷地各地の各アイヌ部族へ松前藩への蜂起を呼びかけた。1669年6月21日（寛文9年6月4日） 、シャクシャインらの呼びかけによりイシカリ（石狩地方）を除く東は釧路のシラヌカ（現白糠町）から西は天塩のマシケ（現増毛町）周辺において一斉蜂起が行われた。決起した2千の軍勢は鷹待や砂金掘り、交易商船を襲撃した。突然の蜂起に和人は対応できず東蝦夷地では213人、西蝦夷地では143人の和人が殺された（大半が老人婦女子の非戦闘員で士卒は5名であった。犠牲者の総数は356人に上る）。
山崎徳政の『徳政夜話』によれば、シャクシャインの蜂起は秋田藩仙北郡六郷村の正太夫という者が夷地に渡って、アイヌの聟となり、この者が目論んだものであるとしている。シャクシャインの参謀長はその娘聟で六郷村生まれのタットウイン（龍頭允）荘太夫（正太夫、庄太夫）という者であった。庄太夫（アイヌ名 リウトウイン）の素性は謎に包まれている。『蝦夷乱記』その他では「- 金堀のものとも集り居たる中に出羽の国仙北の庄太夫と云し金掘るもの彼シヤムシヤインの聟となり -」とある。松宮観山の『蝦夷記』(1710年)その他では「- 越後庄太夫庄内作左エ門尾張市左エ門最上助之丞四人の者共蝦夷地に数年罷在鷹飼仕候今度シャクシャイン居処罷在相談仕候ニ付三人打捨壱人生捕ビポクにて火炙ニ申付 -」とある。『蝦夷商売聞書』には「- 奥州岩城の者庄太夫にて金掘相馬の者に助之丞と申者この二人シャクシャインの聟となり蝦夷どもにむほをすすめ -」とある。松浦武四郎の『東蝦夷日記』では「羽州仙北郡の庄太夫とて、秋田誠之助家臣なりしが、滅亡の時浪々してより何時か其家を起こさんと案じ煩い、此首長の家に来て、終に其娘リカセに通じ、壱人の男子を生て竜王頭と号、自ら智謀の有に委せて種々の悪行をなし…」とある。石井清治は庄太夫鉱夫説を支持している。

### 松前藩の反撃とその後
一斉蜂起の報を受けた松前藩は家老の蠣崎広林が部隊を率いてクンヌイ（現長万部町国縫）に出陣してシャクシャイン軍に備えるとともに幕府へ蜂起を急報し援軍や武器・兵糧の支援を求めた。幕府は松前藩の求めに応じ弘前津軽氏・盛岡南部氏・秋田（久保田）佐竹氏の3藩へ蝦夷地への出兵準備を命じ、松前藩主松前矩広の大叔父にあたる旗本の松前泰広を指揮官として派遣した。弘前藩兵700は藩主一門の杉山吉成（石田三成の嫡孫）を大将に松前城下での警備にあたった。
シャクシャインは弓矢主体で鉄砲27丁を所有していたのに対し、松前藩は鉄砲16丁であったので、津軽・南部藩などから鉄砲を借り受け、計70丁で応じた。戦闘は8月上旬頃まで続いたが、内浦湾一帯のアイヌ民族集団と分断され協力が得られなかったことからシャクシャイン軍に不利となった。
このためシャクシャインは後退し松前藩との長期抗戦に備えた。9月5日（8月10日）には松前泰広が松前に到着、同月16日（8月21日）にクンヌイの部隊と合流し28日（9月4日）には松前藩軍を指揮して東蝦夷地へと進軍した。さらに松前泰広は松前藩関係の深い親松前的なアイヌの集落に対して、恭順させた。アイヌ民族間の分断とシャクシャインの孤立化が進んだ。部族意識が強く、長年の部族間対立や松前藩との関係に差があったために、中立を維持して蜂起側に参加しなかった集団も多かった。さらに敵対していたアイヌらは松前藩への味方を表明して、松前側として戦闘に加わった。
シブチャリに退いたシャクシャインは徹底抗戦の構えであったが、鉄砲の威力で松前藩勢の優位の展開となり、償いの宝物などの提出、シャクシャインらは助命という条件で和議となった。戦いの長期化による交易の途絶や幕府による改易を恐れた和睦の申し出だったが、シャクシャインはこの和睦に応じ11月16日（10月23日）、ピポク（現新冠郡新冠町）の松前藩陣営に出向くが和睦の酒宴で謀殺された。この他アツマ（現勇払郡厚真町）やサル（現沙流郡）に和睦のために訪れた首長も同様に謀殺あるいは捕縛された。翌17日（24日）にはシャクシャインの本拠地であるシブチャリのチャシも陥落した。指導者層を失った蜂起軍の勢力は急速に衰え、戦いは終息に向かった。翌1670年には松前軍はヨイチ（現余市郡余市町）に出陣してアイヌ民族から賠償品を取るなど、各地のアイヌ民族から賠償品の受け取りや松前藩への恭順の確認を行った。戦後処理のための出兵は1672年まで続いた。
このシャクシャインの戦いを経て、松前藩は蝦夷地における対アイヌ交易の絶対的主導権を握るに至った。その後、松前藩は中立の立場をとり蜂起に参加しなかった地域集団をも含めたアイヌ民族に対し七ヵ条の起請文によって服従を誓わせた（『渋舎利蝦夷蜂起ニ付出陣書』）。これにより松前藩のアイヌに対する経済的・政治的支配は強化された。その一方でアイヌにとって不利になる一方だった米と鮭の交換レートをいくぶん緩和するなど、融和策も行われた。

また『津軽一統志』にみられる惣大将というアイヌ有力首長によって統一されていた広大な地域は商場知行制や場所請負制が発展・強化されることによって場所ごとに分割されることとなり、「下人狄千人程」をもつ石狩の惣大将ハウカセの「松前殿は松前殿、我等は石狩の大将」と言う発言に象徴される強い自立性をもつアイヌ民族の地域統一的な政治結合も解体されていった。

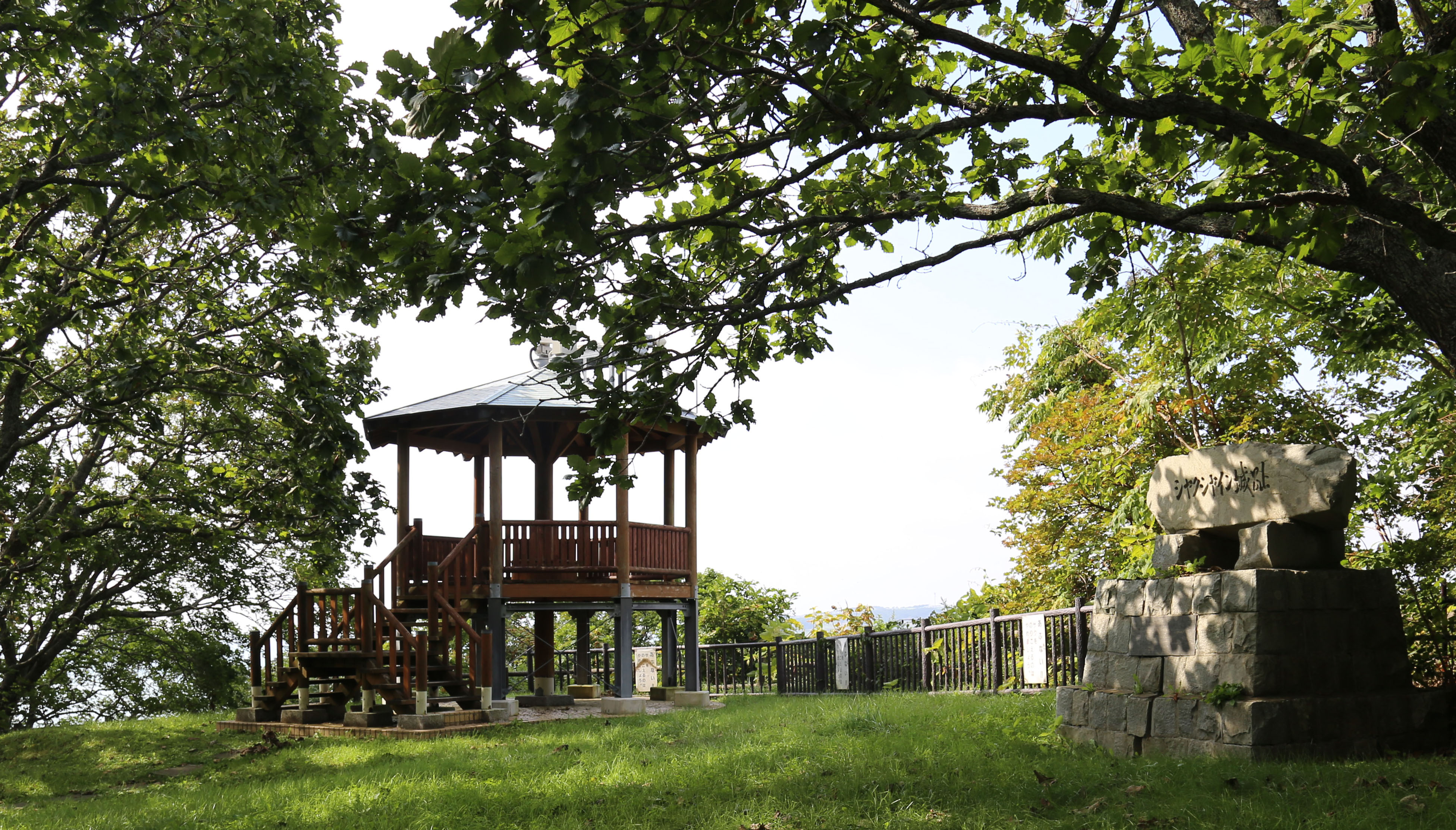
シャクシャイン城址

ヨイチなど地域によっては自分稼ぎと呼ばれるアイヌ民族主体の自主的な漁業も何とか維持されたが、松前藩による場所請負制の貫徹・大規模な漁場開発に伴う窮状の原因となった。松浦武四郎の『知床日誌』には「女は最早十六七にもなり、夫を持べき時に至ればクナシリ島へ遣られ、諸国より入来る漁者、船方の為に身を自由に取扱はれ、男子は娶る比に成らば遣られて昼夜の別なく責遣はれ、其年盛を百里外の離島にて過す事故、終に生涯無妻にて暮す者多く」と記されている。
2016年10月28日、北海道長万部町はシャクシャインの戦いで激戦地となった国縫川ほとりの旧国縫小敷地に「シャクシャイン古戦場跡碑」を設置して除幕式が行われた。この碑は台座からの高さ2m、幅3m、奥行き1mの大きさで御影石製である。

## 関連作品
小説
- 大森光章『シャクシャイン戦記』（2002年、新人物往来社）

詩
- 新谷行『シャクシャインの歌 ― 長編詩』（1971年、蒼海出版）

映画
- 『水戸黄門海を渡る』（1961年）
- 『シサㇺ』（2024年）